# كونراد باين
كونراد باين ستافورد (بالإنجليزية: Conrad Bain)‏ )ولد 4 فبراير 1923 وتوفي 14 يناير 2013) هو ممثل كندي أمريكي، أدى أدواراً رئيسية في مسلسلات تلفزيونية، منها أداؤه مع دروموند فيليب في السلسلة الهزلية Diff'rent Strokes (ديفرنت ستروكس) ومغ هارمون آرثر د. في Maude (مودي).

## الحياة الشخصية
ولد كونراد باين في ليثبريدج بولاية ألبرتا الأمريكية، وكان ابناً لجين أغنيس (ني يونغ) وستافورد هاريسون باين، وهو تاجر جُمْلة. درس في جامعة بانف للفنون الجميلة قبل أن يخدم في الجيش الكندي خلال الحرب العالمية الثانية. وقد عاش باين في شقة في ليفرمور، كاليفورنيا. تزوّج مونيكا سلون من عام 1945 حتى وفاتها في عام 2009. وأنجبوا ثلاثة أطفال معاً. توفي باين في 14 يناير 2013 في منزله في ليفرمور من أسباب طبيعية عن عمر 89 عاماً.

## الأعمال
- 1996: الأمير الطازجة من بيل إير .... فيليب دروموند (1 حلقة، 1996)
- 1992: مغامرات والحصان الأسود ... أسطورة سباقات (1 حلقة، 1992)
- 1990: بطاقات بريدية من الحافة .... جد
- 1988: السيد الرئيس .... تشارلي روس (24 حلقة، 1987-1988)
- 1985: وقارب الحب .... تشارلز Custers / ... (3 حلقة، 1978-1985)
- 1981: العروس الطفل خور القصيرة (TV) .... فرانك الملك
- 1979: C.H.O.M.P.S. .... رالف نورتون
- 1979: وقائع الحياة .... فيليب دروموند (1 حلقة، 1979)
- 1979: A متعة ممارسة أنشطة الأعمال .... عشب
- 1978: الجد يتوجه إلى واشنطن .... روبرت غرين (1 حلقة، 1978)
- 1978: عجائب الدنيا .... ويفرلي تيت الأب (1 حلقة، 1978)
- 1978: السكتات Diff'rent .... فيليب دروموند (189 حلقة، 1978-1986)
- 1972: مود .... الدكتور آرثر هارمون (118 حلقة، 1972-1978)

## روابط خارجية
- كونراد باين على موقع IMDb (الإنجليزية)
- كونراد باين على موقع ألو سيني (الفرنسية)
- كونراد باين على موقع تيرنر كلاسيك موفيز (الإنجليزية)
- كونراد باين على موقع أول موفي (الإنجليزية)
- كونراد باين على موقع قاعدة بيانات برودواي على الإنترنت (الإنجليزية)
- كونراد باين على موقع قاعدة بيانات الأفلام السويدية (السويدية)
- كونراد باين على موقع إن إن دي بي (الإنجليزية)
- كونراد باين على موقع قاعدة بيانات الفيلم (الإنجليزية)
- كونراد باين على موقع كينوبويسك (الروسية)